# 浅井礼三
浅井 礼三（あさい れいぞう、1917年11月15日 - 1985年5月26日）は、日本の実業家、馬主。アマチュア野球選手としても実績があり、早稲田大学在籍時に主力選手として活動し「100万ドルの名外野手」と謳われた。

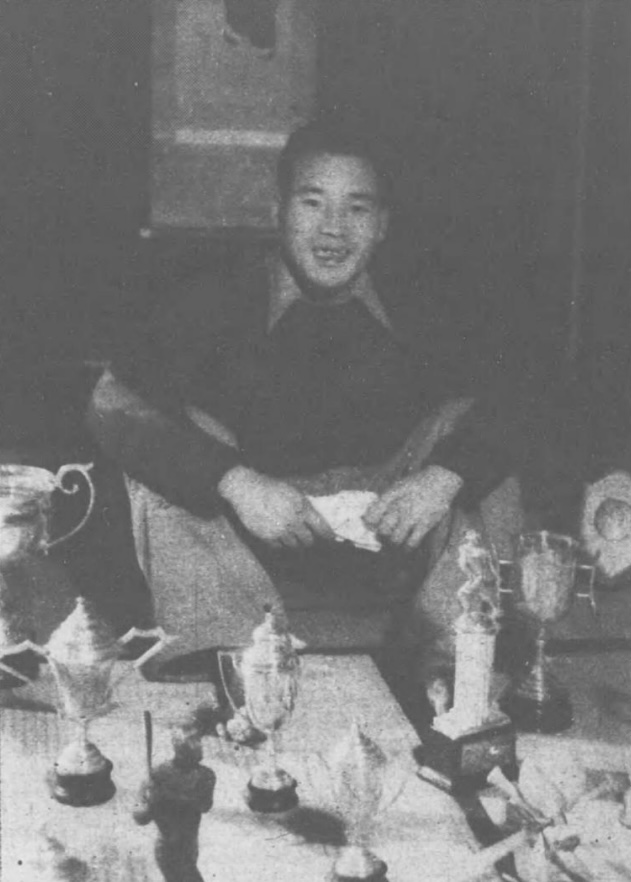
『富士』第4巻第4号（1951年）掲載写真

## 経歴

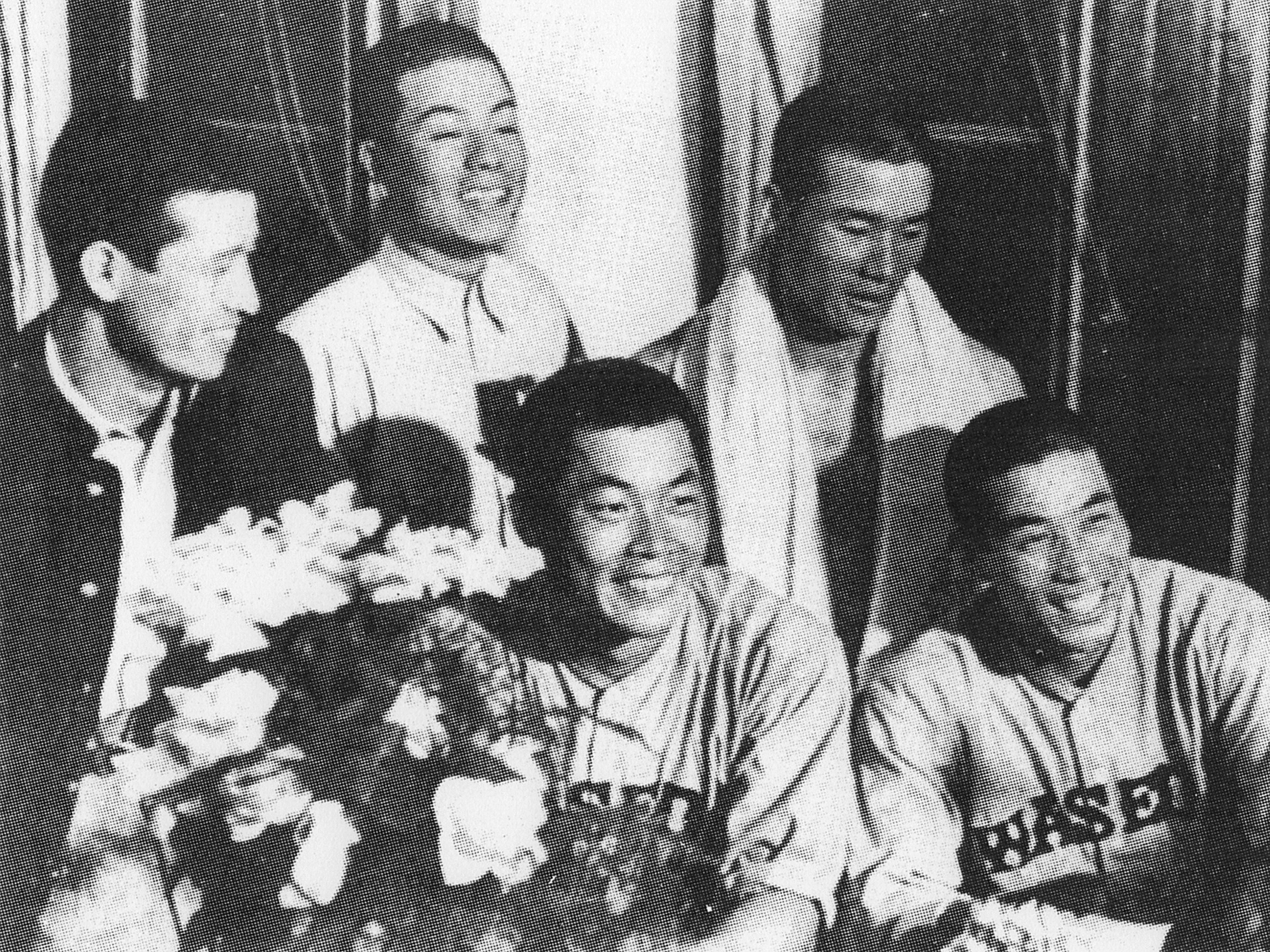
早大野球部在籍時（左から4人目が浅井）

千葉県印旛郡成田町成田（現在の成田市本町）出身。旧制成田中学校（現在の成田高等学校）を経て1935年に早稲田大学に入学した。全国中等学校優勝野球大会での実績がないなか同大学の野球部に入部し、中堅手としてレギュラーに選出された。1938年に早稲田大学専門部商科を卒業した。1940年、東京六大学野球の春季リーグ戦に出場すると、4割3分2厘の成績を残し首位打者となった。1941年に同大学英法科を卒業。戦後は、母校・成田中でコーチに就任。木内信三監督とともにスパルタ指導を行い、同校の3年連続甲子園出場に貢献した。その後、姉が大昭和製紙（現在の日本製紙）の斉藤了英社長に嫁いでいたことから、同社の子会社・秀美堂印刷の常務に就任。1949年には大昭和製紙の監督に就任し、1953年の都市対抗優勝に導いている。1955年には秀美堂印刷株式会社の代表取締役に就任した。このほか大昭和紙工製造株式会社常務・東京支社社長代行、船橋カントリークラブ株式会社取締役などを務めた。1985年5月26日に心不全のため死去した。67歳没。

## 親族
父は儀助、母はちかで礼三はその三男。兄の浅井義一は大昭和製紙専務取締役、東京支社社長。同じく兄の浅井鋭次も大昭和製紙専務取締役。義兄弟（姉の夫）は齊藤了英。

## 人物
- 大学在籍時から成田中学校野球部のコーチとして練習に参加し、大学での練習を取り入れた厳しい指導に学生からは恐れられていたという[3]。
- 大昭和製紙硬式野球部創設にも携わり、自身も選手として参加した[3]。都市対抗野球大会では創部3年目ながら準優勝を果たし、同野球部が「東海の暴れん坊」と呼ばれるに至らしめた[3]。
- 礼三の持つ野球のセンスについて、読売ジャイアンツで活躍した千葉茂は「プロ野球に入っていたら一、二を争う選手になっただろう」と語ったという[3]。
- 1956年の皐月賞を制したヘキラクなどを所有した馬主でもある[4]。